# Queró de Megalòpolis
Queró (en llatí Chaeron, en grec antic Χαίρων) fou un ciutadà de Megalòpolis al que, poc abans de néixer Alexandre el Gran, el rei Filip II de Macedònia va enviar a consultar l'oracle de Delfos sobre la serp que el rei havia vist a la cambra de la seva dona (mare d'Alexandre) Olímpies, segons diu Plutarc.
Va ser potser aquest mateix Queró, que, segons un discurs atribuït a Demòstenes és mencionat per Alexandre com a tirà de Pel·lene, i que segons Ateneu de Nàucratis va ser deixeble de Plató i de Xenòcrates de Calcedònia. Es deia que el seu comportament a Pel·lene va ser tirànic, i va desterrar als principals homes del país donant les seves possessions i esposes als esclaus. Ateneu comenta irònicament que aquest comportament cruel i opressiu es devia al fet que aplicava els principis de La República i Les Lleis, que havia après del seu mestre Plató.